# 빙란일편풍운기
《빙란일편풍운기》(凭栏一片风云起)는 2022년 방송되었던 중국의 드라마이다.

## 등장 인물
- 호일천 - 장계 역
- 장뤄난 - 맹해당 역
- 왕경송 (王勁松) - 능문악 역
- 장시린 - 맹무염 역
- 가오웨이광 - 푸항전 역
- 징혁 (Ryan) - 증념교 역
- 임자로 (林子璐) - 능천앵 역
- 이민청 (李岷城) - 정환생 역
- 장옥기 (张钰琦) - 허원인 역
- 류가동 (刘珈彤) - 용진주 역
- 마효범 (马骁凡) - 맹해진 역
- 진백곤 (秦伯坤) - 육자의 역
- 류양가 (刘洋珂) - 이동래 역
- 호아첩 (胡亚捷) - 증목 역
- 채흔양 (蔡欣洋) - 증파산 역
- 마율 (马栗) - 여신엽 역
- 하명한 (何明翰) - 당세잠 역
- 왕쓰이 - 고애국 역